# Erich Hertzmann
Erich Hertzmann (* 14. Dezember 1902 in Krefeld; † 3. März 1963 in Berkeley, Kalifornien) war ein deutsch-amerikanischer Musikwissenschaftler.

## Leben
Hertzmann studierte am Hochschen Konservatorium in Frankfurt am Main bei Moritz Bauer und an der Universität Berlin bei Johannes Wolf, Arnold Schering, Curt Sachs, Erich Moritz von Hornbostel und Friedrich Blume. Anschließend vervollkommnete er seine Studien an der Sorbonne in Paris bei André Pirro und wurde 1931 mit einer Dissertation über Adrian Willaert promoviert.
Ab 1930 arbeitete er als Musikkritiker in Berlin, wo er am Kurfürstendamm 182/83 wohnte.
Nach der Machtergreifung von Adolf Hitler emigrierte er 1939 in die USA. Dort übernahm er im gleichen Jahr eine Lehrtätigkeit an der Columbia University in New York, wo er 1956 zum „Full Professor“ ernannt wurde. Kurz vor seinem Tod folgte er einer Berufung an die University of California in Berkeley. Von 1946 bis 1949 hielt er außerdem Gastvorlesungen an der Princeton University.
Schwerpunkte seiner Forschungen waren die Musik der Renaissance sowie das Schaffen von Mozart und Beethoven.

## Familie
Erich Hertzmann heiratete am 12. Januar 1952 Evelyn Chamberlain.

## Nachlass
Hertzmanns Nachlass befindet sich in der Columbia University.

## Schriften (Auswahl)
- Zur Frage der Mehrchörigkeit in der ersten Hälfte des 16. Jahrhunderts. In: Zeitschrift für Musikwissenschaft, Jg. 12, Nr. 3 vom Dezember 1929, S. 138–147; Textarchiv – Internet Archive.
- Adrian Willaert in der weltlichen Vokalmusik seiner Zeit. Ein Beitrag zur Entwicklungsgeschichte der niederländisch-französischen und italienischen Liedformen in der ersten Hälfte des 16. Jahrhunderts. Breitkopf & Härtel, Leipzig 1931
- The Newly Discovered Autograph of Beethoven’s Rondo a capriccio, op. 129. In: The Musical Quarterly, Vol. 32, Nr. 2, April 1946, S. 171–195; JSTOR:739130.
- Beethoven: His Historical and Artistic Significance. In: Tempo, Nr. 35 (Spring 1955), S. 29–32 (Digitalisat)
- Mozart’s Creative Process. In: The Musical Quarterly, Vol. 43, Nr. 2, April 1957, S. 187–200 (academic.oup.com)
- Mozart and Attwood. In: Journal of the American Musicological Society, Vol. 12, No. 2/3, 1959